# Buritama
Buritama est une municipalité brésilienne de l'État de São Paulo et la Microrégion de Birigüi.

## Démographie
| Évolution de la population (municipalité) | Évolution de la population (municipalité) | Évolution de la population (municipalité) | Évolution de la population (municipalité) |
| Année                                     | Population                                |                                           | %±                                        |
| ----------------------------------------- | ----------------------------------------- | ----------------------------------------- | ----------------------------------------- |
| 1950                                      | 8 899                                     |                                           | —                                         |
| 1960                                      | 6 241                                     |                                           | −29,9%                                    |
| 1970                                      | 10 019                                    |                                           | 60,5%                                     |
| 1980                                      | 11 564                                    |                                           | 15,4%                                     |
| 1991                                      | 12 766                                    |                                           | 10,4%                                     |
| 2000                                      | 13 854                                    |                                           | 8,5%                                      |
| 2010                                      | 15 418                                    |                                           | 11,3%                                     |
| 2022                                      | 17 210                                    |                                           | 11,6%                                     |
| ,                                         |                                           |                                           |                                           |